# Duracell

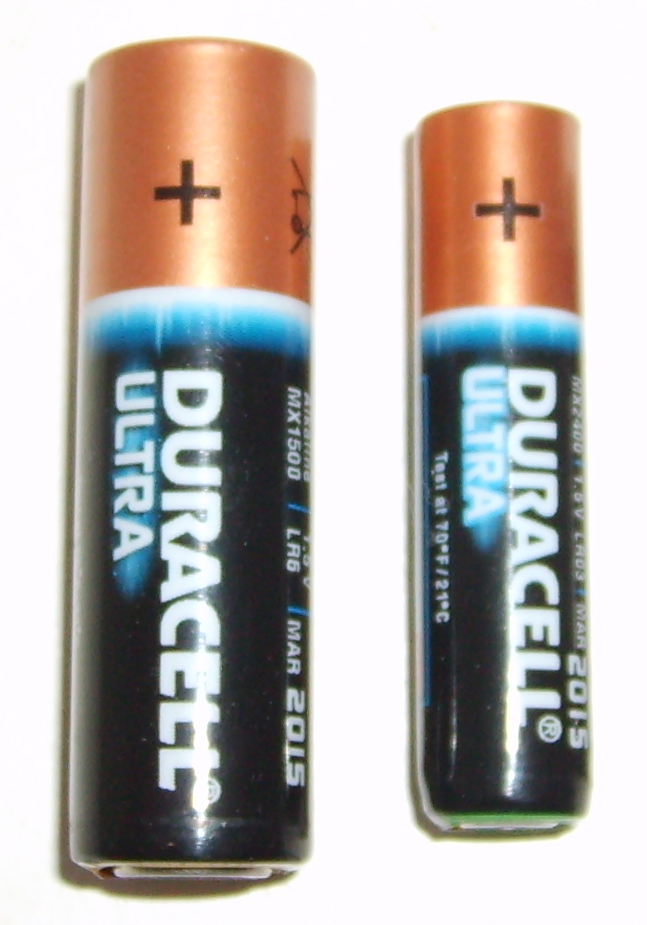
AA- und AAA-Batterie der Marke Duracell

Duracell war ursprünglich eine Batteriemarke aus den USA und ist seit 1978 Firmenname für den nichteuropäischen Teil und den Geschäftsbereich Batterien der P.R. Mallory Company.
Der Name geht zurück auf Samuel Ruben und Philip Rogers Mallory (* 1885 – † 1975), welche im Rahmen der 1916 gegründeten Firma P.R. Mallory Company in den 1920er Jahren für die Streitkräfte der Vereinigten Staaten verschiedene Typen von Quecksilberbatterien herstellten. 1956 wurde die General Dry Batteries, Inc. (GDB), die zu den zehn größten Batterieherstellern in den Vereinigten Staaten gehörte, erworben. Der Markenname wurde im Jahr 1964 bei P.R. Mallory Company eingeführt und stellt ein Kofferwort dar, zusammengesetzt aus der Bezeichnung englisch durable cell battery, deutsch „dauerhafte Batterie“.
Die Geschichte von Duracell ist durch folgende Firmenverkäufe und Übernahmen der Markenrechte gekennzeichnet: Die P.R. Mallory Company wurde 1978 von Dart Industries aufgekauft, es folgte 1980 durch dessen Verschmelzung die Übernahme durch die Kraft Foods Group. Die Marke wurde 1988 von der Beteiligungsgesellschaft Kohlberg Kravis Roberts & Co. aufgekauft, 1996 übernahm die Markenrechte die Firma The Gillette Company. Gillette samt der Marke Duracell wurde 2005 von Procter & Gamble aufgekauft. Im Oktober 2014 wurde bekannt, dass Procter & Gamble die Marke Duracell auslagern will, es folgte im November 2014 die Übernahme um 4,7 Milliarden US-Dollar von Duracell durch Berkshire Hathaway, eine US-amerikanische Holdinggesellschaft von Warren Buffett.
Bekannt ist Duracell unter anderem für das seit 1971 verwendete Design mit kupferfarbenen Batteriekopf und ihr Werbemaskottchen seit 1973, den Duracell-Hasen. 1983 wurde der deutsche Mitbewerber Daimon übernommen. Da für etwa 40 Prozent der Kunden der Preis kaufentscheidend ist, steht Duracell wie seine Markenwettbewerber etwa seit der Jahrtausendwende auch im Wettbewerb mit günstig angebotenen Batterien von Handelsketten.
Darüber hinaus bietet Duracell beispielsweise für industrielle Anwendungen Industrial by Duracell, inzwischen die Procell-Linie. an.

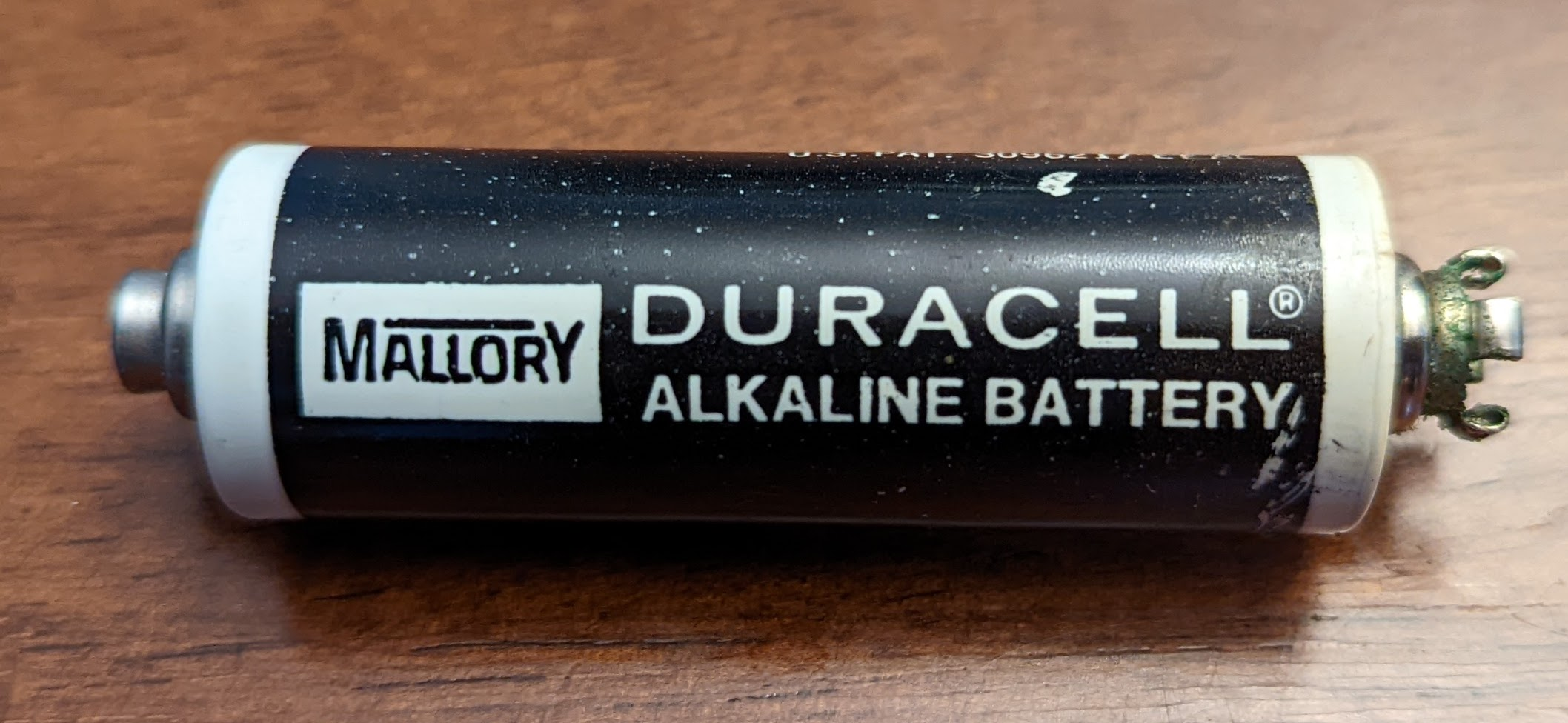
Duracell-Alkalibatterie mit Herstellername, bis 1971
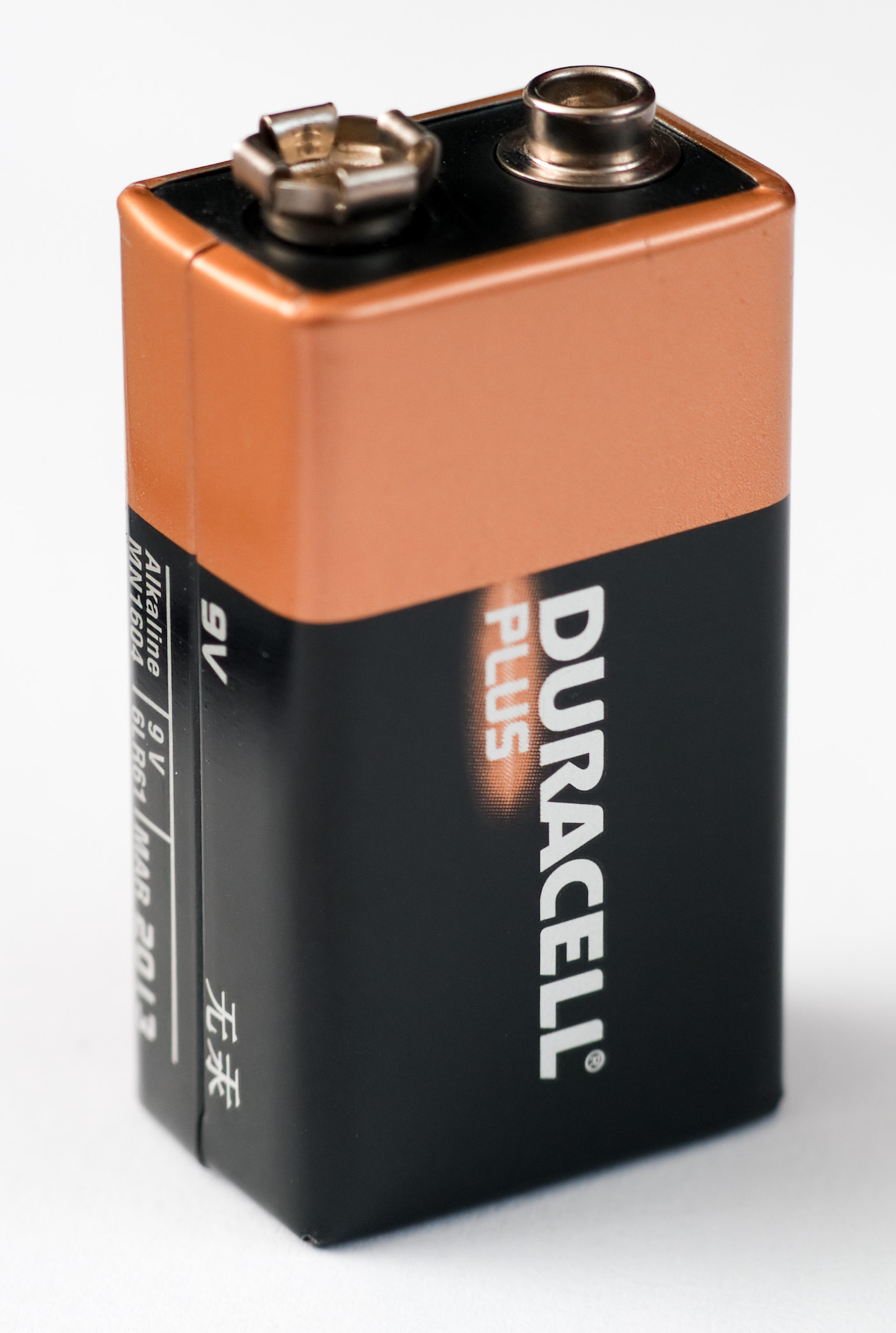
9-Volt-Block der Marke Duracell
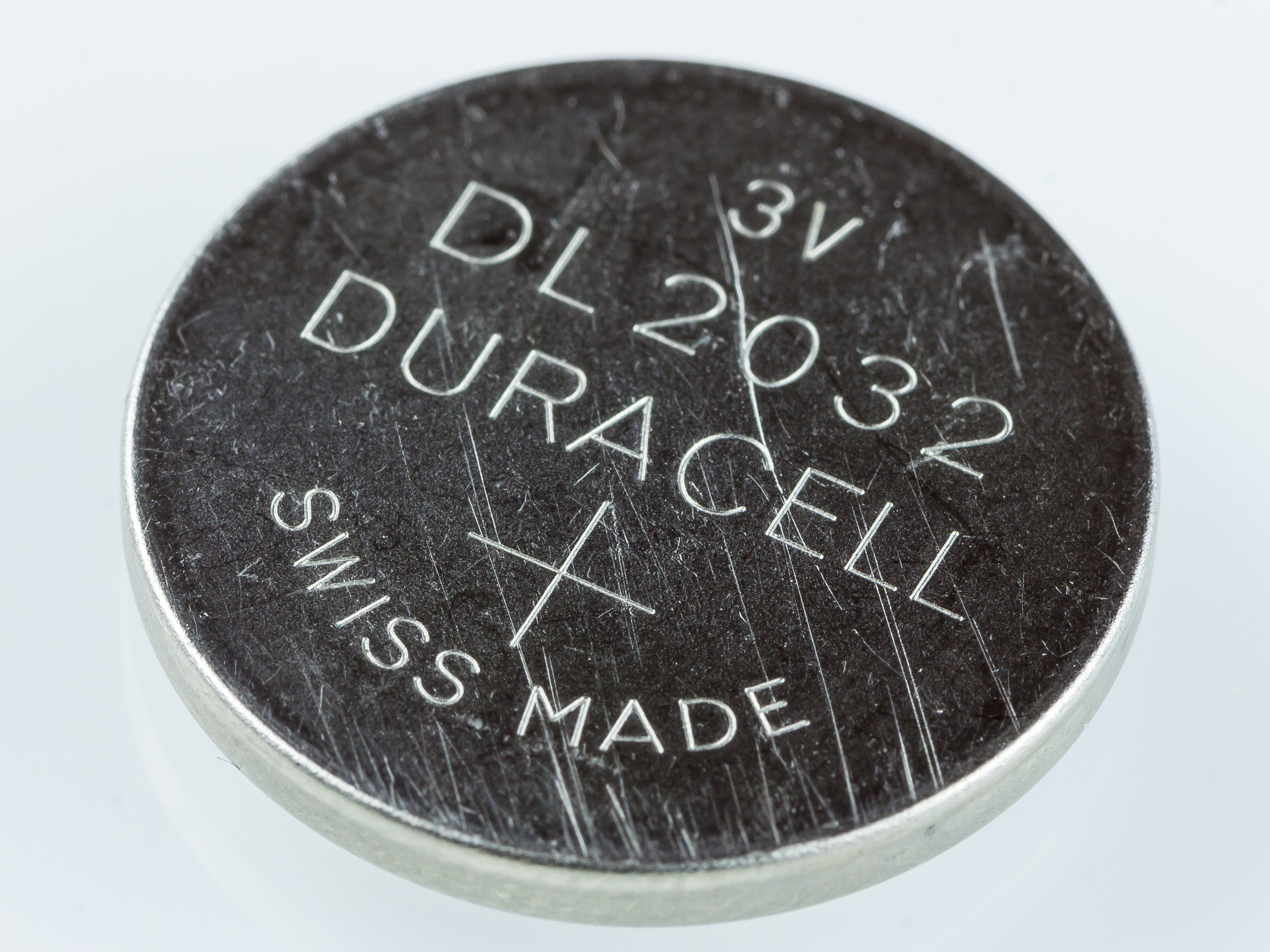
Duracell Knopfzelle
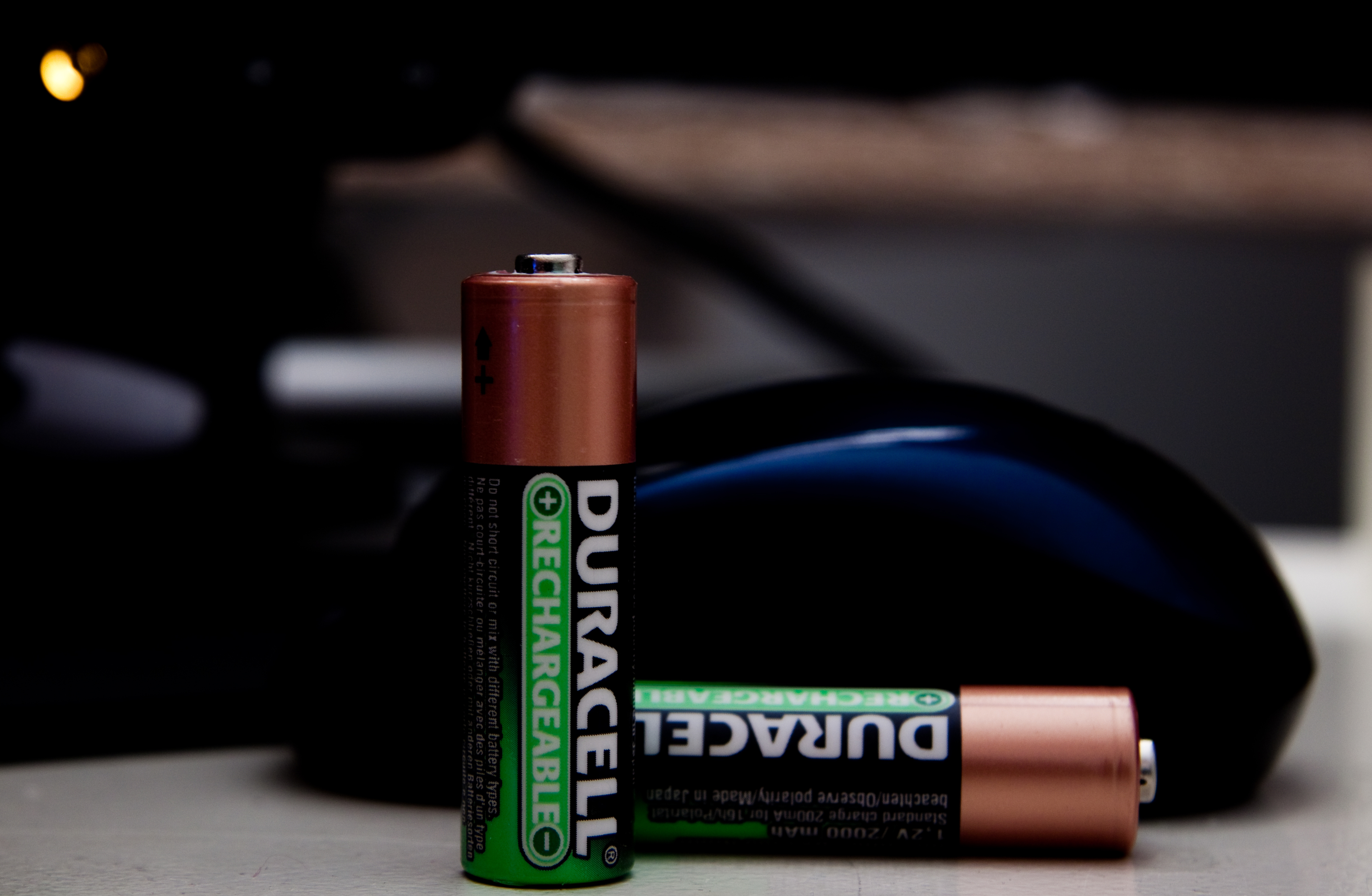
Duracell Akkus
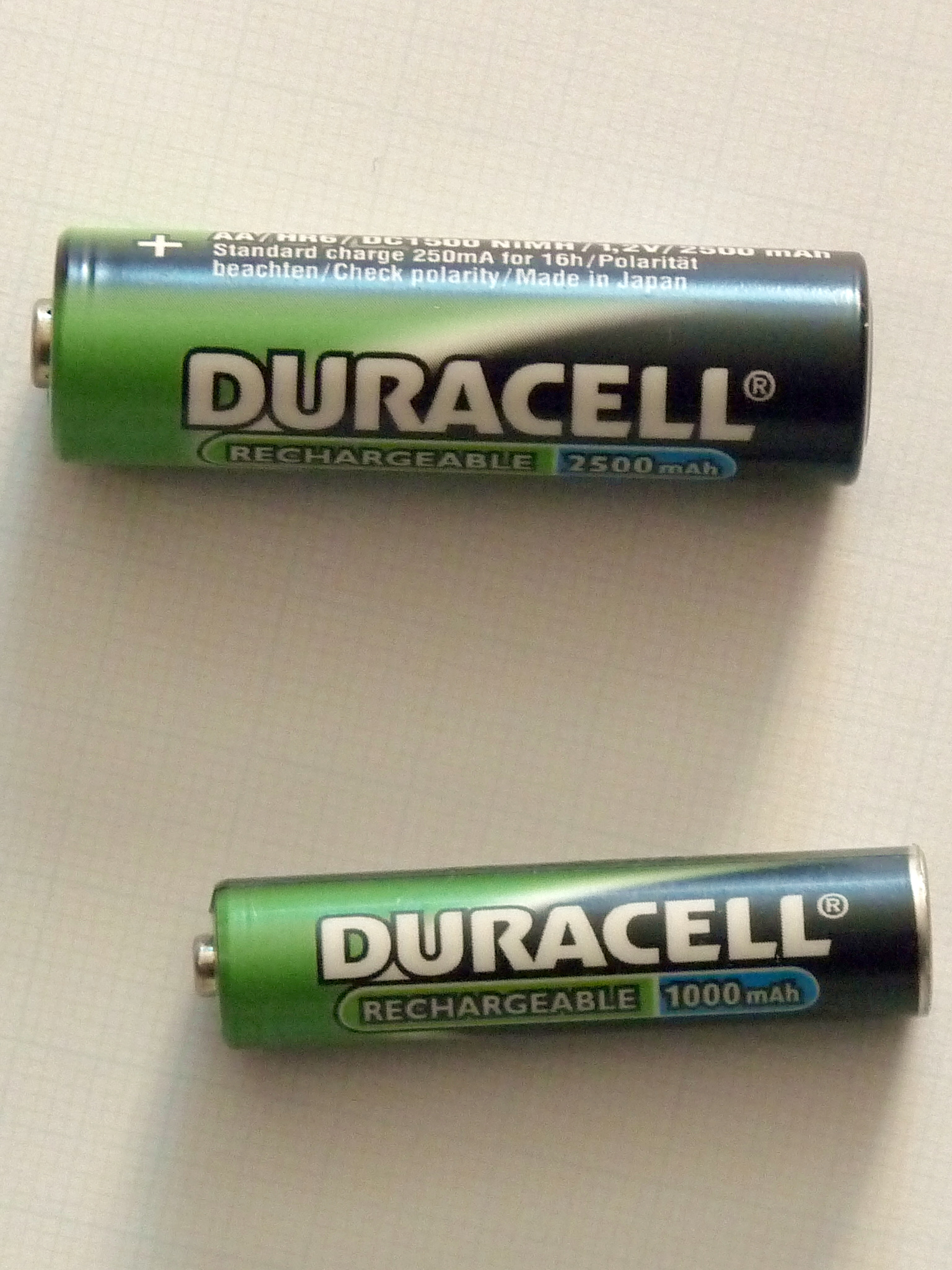
Duracell Nickel-Metallhydrid-Akkus

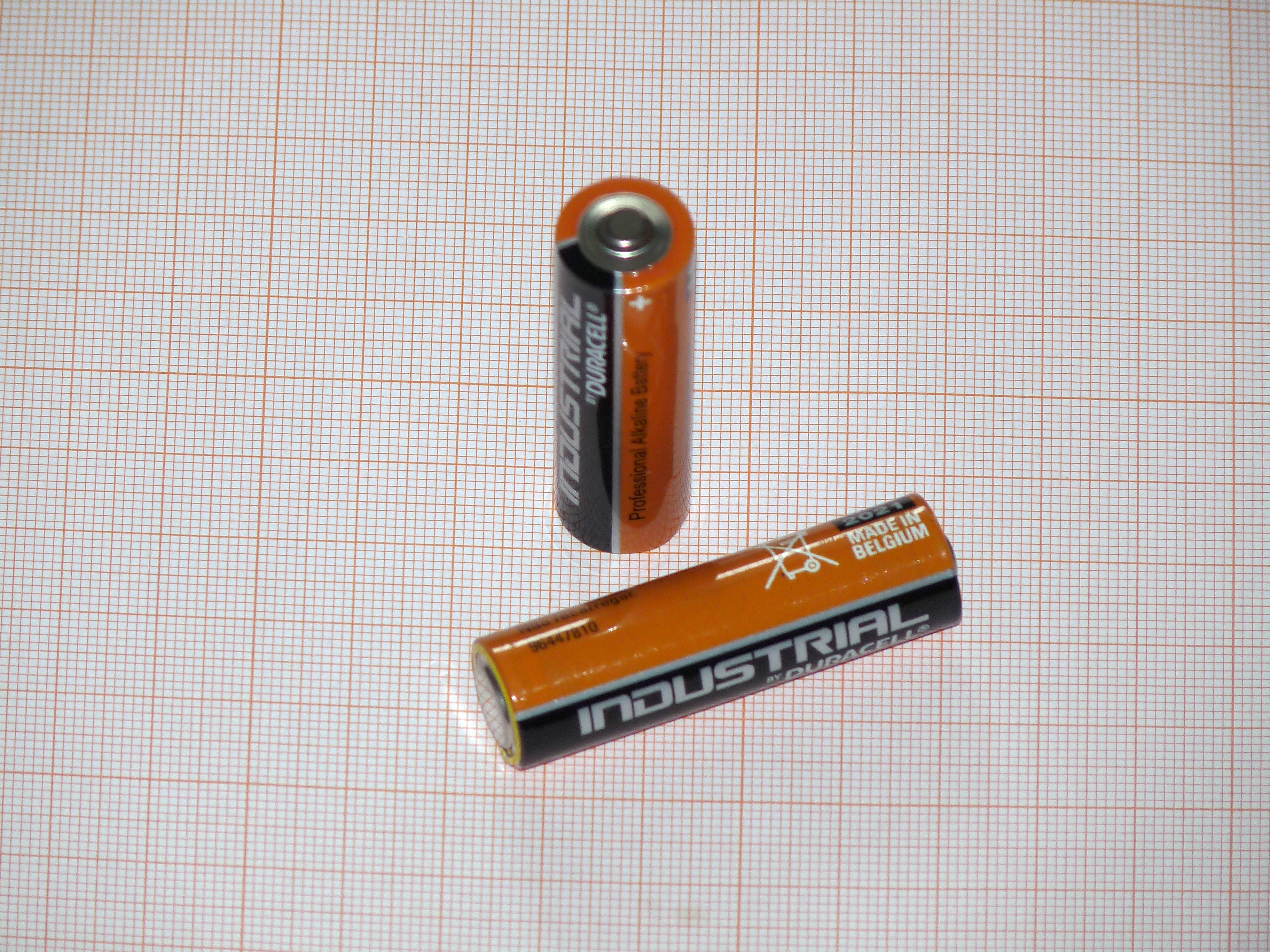
Industrial by Duracell-Batterien
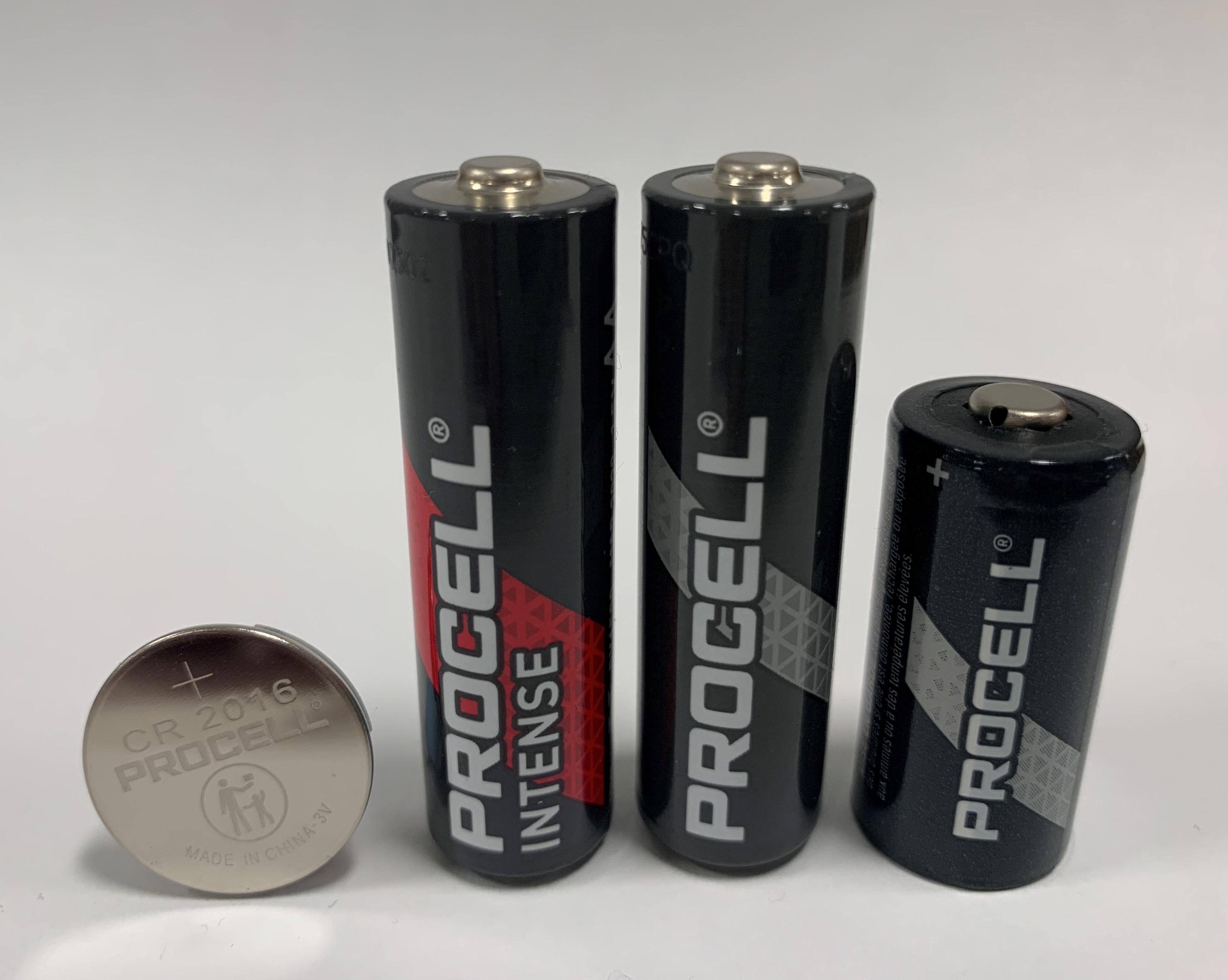
Procell-Batterien